# Station Mottingham
Mottingham is een spoorwegstation van National Rail in de Royal Borough of Greenwich in het zuidoosten van de Britse metropool Groot-Londen. Mottingham is gelegen tussen de wijken Eltham en Mottingham. Het station is eigendom van Network Rail en wordt beheerd door Southeastern. 